# Еверлі (Айова)
Еверлі (англ. Everly) — місто (англ. city) в США, в окрузі Клей штату Айова. Населення — 575 осіб (2020).

## Географія
Еверлі розташоване за координатами 43°9′54″ пн. ш. 95°19′3″ зх. д. / 43.16500° пн. ш. 95.31750° зх. д. (43.165130, -95.317533).  За даними Бюро перепису населення США в 2010 році місто мало площу 2,86 км², з яких 2,81 км² — суходіл та 0,04 км² — водойми.

## Демографія
Згідно з переписом 2010 року, у місті мешкали 603 особи в 270 домогосподарствах у складі 171 родини. Густота населення становила 211 особа/км².  Було 294 помешкання (103/км²).
Расовий склад населення:
| - 99,7 % — білих - 0,2 % — корінних американців |

До двох чи більше рас належало 0,2 %. Частка іспаномовних становила 1,0 % від усіх жителів.
За віковим діапазоном населення розподілялося таким чином: 23,4 % — особи молодші 18 років, 58,2 % — особи у віці 18—64 років, 18,4 % — особи у віці 65 років та старші. Медіана віку мешканця становила 42,8 року. На 100 осіб жіночої статі у місті припадало 105,8 чоловіків;  на 100 жінок у віці від 18 років та старших — 101,7 чоловіків також старших 18 років.
Середній дохід на одне домашнє господарство  становив 57 102 долари США (медіана — 56 250), а середній дохід на одну сім'ю — 66 808 доларів (медіана — 59 750). Медіана доходів становила 40 000 доларів для чоловіків та 24 904 долари для жінок. За межею бідності перебувало 14,7 % осіб, у тому числі 29,1 % дітей у віці до 18 років та 5,6 % осіб у віці 65 років та старших.
Цивільне працевлаштоване населення становило 273 особи. Основні галузі зайнятості: освіта, охорона здоров'я та соціальна допомога — 23,1 %, роздрібна торгівля — 22,3 %, виробництво — 10,6 %, транспорт — 8,8 %.